# Pseudanaesthetis atripes
Pseudanaesthetis atripes là một loài bọ cánh cứng trong họ Cerambycidae.